# Шејди Појнт (Оклахома)
Шејди Појнт (енгл. Shady Point) град је у америчкој савезној држави Оклахома.

## Демографија
По попису из 2010. године број становника је 1.026, што је 178 (21,0%) становника више него 2000. године.
| Група             | 2000.       | 2010.       |
| Белци             | 721 (85,0%) | 822 (80,1%) |
| Афроамериканци    | 0 (0,0%)    | 10 (1,0%)   |
| Азијати           | 3 (0,4%)    | 8 (0,8%)    |
| Хиспаноамериканци | 22 (2,6%)   | 58 (5,7%)   |
| Укупно            | 848         | 1.026       |